# Eudoro de Sousa
Eudoro de Sousa (Lisboa, 1911 — Brasília, 14 de Setembro de 1987) foi um filólogo, filósofo e professor universitário luso-brasileiro, um dos fundadores da Universidade de Brasília (UnB) e um dos primeiros professores da Faculdade Catarinense de Filosofia hoje parte integrante da Universidade Federal de Santa Catarina (UFSC).

## Cronologia
1911 - Nasce em Lisboa, onde realiza seus estudos superiores na Faculdade de Ciências da Universidade de Lisboa, especializando-se em Filologia Clássica e História Antiga na Universidade de Heidelberg, na Alemanha. Desenvolve uma série de atividades docentes e de pesquisa em Portugal, França e Alemanha.

1951 - Tradução direta do grego da Poética de Aristóteles, com introdução e índices, publicada em Portugal. Em 1966, no Brasil, revisa e reedita a tradução, com comentário e apêndices.

1953 - Chega a São Paulo, onde se integra ao "Grupo de São Paulo", intelectuais que vão se reunir em torno da revista Diálogo e de Instituto Brasileiro de Filosofia. Exerce ainda atividades docentes na Universidade de São Paulo, na Pontifícia Universidade Católica desta cidade, no Instituto Brasileiro de Filosofia e na Faculdade de Filosofia, Ciências e Letras da futura Universidade Católica de Campinas.

1955 - Muda-se para Santa Catarina, onde é um dos fundadores da Faculdade Catarinense de Filosofia, base para futura UFSC.

1962 - Transfere-se para Brasília, tornando-se um dos fundadores da Universidade da nova capital brasileira, a UnB. Leciona Língua e Literatura Clássica, História Antiga, Filosofia Antiga e Arquelogia Clássica, em cursos de graduação e pós-graduação.

1965 - Funda o Centro de Estudos Clássicos da UnB.

1973 - Publica Dionísio em Creta e outros ensaios.

1974 - Tradução do grego de As Bacantes de Eurípedes, com introdução e comentários.

1975 - Publica Horizonte e Complementariedade: Ensaio sobre a Relação entre Mito e Metafísica, nos Primeiros Filósofos Gregos.

1978 - Filosofia Grega.

1980 - Mitologia.

1987 - Falece a 14 de setembro, em Brasília.

## Obras
- Variações sobre o tema do ouro.  Florianópolis: Faculdade Catarinense de Filosofia\Centro de Estudos Filológicos, 1955.
- Escrita cretense, língua micênica e grego homérico. Florianópolis: Faculdade Catarinense de Filosofia\Centro de Estudos Filológicos, 1955.
- Arqueologia do Egeu. Brasília: Universidade de Brasília, 1962. (Texto mimeografado).
- Poética de Aristóteles. Trad. pref. introdução, comentário e apêndice de Eudoro de Sousa.  Porto Alegre: Globo, 1966.
- Dionísio em Creta e outros ensaios: estudos de mitologia e filosofia da Grécia antiga. São Paulo: Livraria Duas Cidades, 1973 (ed. portuguesa: Imprensa Nacional Casa da Moeda, 2004 - ISBN 9789722712880)
- As bacantes de Eurípedes. Introdução, tradução e comentário. São Paulo: Duas Cidades, 1974.
- Horizonte e complementariedade: ensaios sobre a relação entre o mito e metafísica nos primeiros filósofos gregos. São Paulo: Duas Cidades, 1975 (Série Universidade, 6).
- Filosofia grega. Tradução Eudoro de Sousa.  Brasília : Ed. Universidade de Brasília, 1978 (Cadernos da UnB, 1).
- “Sempre o mesmo acerca do mesmo”.  Brasília: Ed. Universidade de Brasília, 1978.
- Uma leitura da Antígona.  Brasília: Ed. Universidade de Brasília, 1978.
- Mitologia. Vol. 1, Brasília: UnB, 1980 (2a. ed., 1995) (ISBN 8523002596)
- Mitologia. Vol. 2, Brasília: UnB, 1981 (2a. ed., 1995)
- Mitologia.  Lisboa : Guimarães, 1984.
- História e mito.  2. ed., Brasília: Ed. Universidade de Brasília, 1988 (Coleção biblioteca clássica, 15).
- Mistério e surgimento do mundo.  Brasília: Ed. Universidade de Brasília, 1988 (Coleção biblioteca clássica, 16).
- Origem da Poesia e da Mitologia (org. Joaquim Domingues). Lisboa: Imprensa Nacional Casa da Moeda, 2000 (ISBN 9789722709989)
- Horizonte e Complementariedade. Lisboa: Imprensa Nacional Casa da Moeda, 2002 (ISBN 9722712071)
- Mitologia - História e Mito. Lisboa: Imprensa Nacional Casa da Moeda, 2004 (ISBN 9789722712873)

## Estudos sobre o Autor
- Fernando Bastos. Eudoro de Sousa e a complementariedade. Reflexão filosofia: velho e novo mundo.  Campinas: v. 11, n. 34, p. 78-81, jan./abr., 1986.
- _____.  In memoriam : Eudoro de Sousa (1911-1987).  Revista Brasileira de Filosofia, São Paulo, v. 36, n. 148, p. 289-290, out./dez. 1987.
- _____.  Mito e filosofia: Eudoro de Sousa e a complementariedade do horizonte: sobre uma ontoantropologia.  Brasília: UnB, 1992. 106 p.
- Constança Marcondes César. O conceito de mito em Eudoro de Sousa.  Reflexão: estética e cultura,  Campinas, v. 7 , n. 27, p. 53-54, set./dez., 1983.
- _____.  O conceito de mito em Eudoro de Sousa.  In : _____.  O Grupo de São Paulo.  Lisboa : Imprensa Nacional, 2000.  31-33.  (Estudos Gerais. Série Universitária).
- Vamireh Chacon. Mitologia: um livro escrito com sangue. Correio Braziliense, Brasília, 13  mar. 1981. p. 24.
- Marcílio Farias. “As bacantes”. Jornal de Brasília, Brasília, 7 set. 1975. p. 26.
- _____.  A esquecida filosofia brasileira. Jornal de Brasília, Brasília, 10 de mar. 1976. p. 19.
- _____.  O pensamento e o medo. Jornal de Brasília, Brasília, 23 mar. 1976. p. 9.
- _____.  Esta cidade não sabe que tem um sábio. Brasília: Jornal de Brasília, v. 5, n. 253, p. 9, maio/jun., 1981.
- _____.  A morte do filósofo. Brasília: Jornal de Brasília, 19 set. 1987.
- Gerardo Mello Mourão. Em Brasília, uma nova destruição da Acrópole. Folha de S. Paulo, São Paulo, 15 dez. 1982. p. 27.
- Antonio de Medina Rodrigues. Morreu Eudoro de Sousa, o mitológico. Folha de S. Paulo, São Paulo, 18 out., 1987.  caderno 5.  p. A-62.  il.
- Donaldo Schuler. Um estudo sério e profundo dos mitos e da mitologia. O Estado de S. Paulo,  São Paulo, 10 jul. 1982. p. 14.
- Ordep Serra. A margem do horizonte: um helenista e a antropologia. Anuário Antropólogico/77. Rio de Janeiro: Tempo Brasileiro, 1978. p. 189-200.
- _____.  Eudoro de Sousa: a bela dádiva. Humanidades, Brasília: v. 5, n. 19, p. 108-155, 1988.
- Agostinho Silva. Um marinheiro vagabundo. Jornal de Letras, Lisboa, 3 out. 1987. p. 31.
- Vicente Ferreira da Silva. Orfeu e a origem da filosofia. In: _____.  Obras completas. São Paulo: IBF, 1966.  v. 2.
- Eduardo Abranches de Soveral. Reflexões sobre o Mito Comentários à Mitologia de Eudoro de Sousa. In: Revista Portuguesa de Filosofia. T. 52, Fasc. 1/4 (Homenagem ao Prof. Doutor Lúcio Craveiro da Silva), Lisboa: Jan. - Dec., 1996, pp. 871–888.
- Luis Lóia. O essencial sobre Eudoro de Sousa. Lisboa: Imprensa Nacional Casa da Moeda, 2007 (ISBN 978-972-27-1547-8)

## Citações
Em "Arte e escatologia", no livro "Dioniso em Creta e outros ensaios", Eudoro de Sousa deixa registrado:
| “ | A arte é símbolo e como símbolo deve ser interpretada. Mas, que é interpretação? No sentido corrente, interpretar é exprimir, de certo modo, o mesmo que, de outro modo, ficou expresso. Se tal é o sentido de "interpretar", como aplicá-lo à poesia? Será possível recitar por outras palavras o mesmo conteúdo da mensagem poética? Ninguém ousará afirmá-lo. Nêste caso, "interpretar" tem outro sentido, que é o de "esclarecer", embora, na prática interpretativa, o "esclarecimento" consista em traduzir a linguagem poética em prosaico discurso. Mas não há outro meio, outra mediação. E o processo tanto vale, ou tão pouco vale, para a poesia, como para qualquer outra das formas de arte. Por força da própria índole da linguagem racional, da própria estrutura do pensamento lógico-discursivo, o intérprete sempre terá de alegorizar, isto é, dizer sucessivamente outras coisas que todas são, ou melhor, tendem a ser, o que efetivamente, simbolicamente, já veio a ser a obra de arte. | ” |